# Норвей (переписна місцевість, Мен)
Норвей (англ. Norway) — переписна місцевість (CDP) в США, в окрузі Оксфорд штату Мен. Населення — 2696 осіб (2020).

## Географія
Норвей розташований за координатами 44°13′51″ пн. ш. 70°33′48″ зх. д. / 44.23083° пн. ш. 70.56333° зх. д. (44.230760, -70.563437).  За даними Бюро перепису населення США в 2010 році переписна місцевість мала площу 13,54 км², з яких 13,07 км² — суходіл та 0,47 км² — водойми.

## Демографія
Згідно з переписом 2010 року, у переписній місцевості мешкало 2748 осіб у 1238 домогосподарствах у складі 682 родин. Густота населення становила 203 особи/км².  Було 1412 помешкання (104/км²).
Расовий склад населення:
| - 95,0 % — білих - 0,8 % — азіатів - 0,6 % — корінних американців - 0,5 % — чорних або афроамериканців - 0,1 % — вихідців з тихоокеанських островів |

До двох чи більше рас належало 2,9 %. Частка іспаномовних становила 1,2 % від усіх жителів.
За віковим діапазоном населення розподілялося таким чином: 21,7 % — особи молодші 18 років, 56,5 % — особи у віці 18—64 років, 21,8 % — особи у віці 65 років та старші. Медіана віку мешканця становила 42,6 року. На 100 осіб жіночої статі у переписній місцевості припадало 86,7 чоловіків;  на 100 жінок у віці від 18 років та старших — 83,9 чоловіків також старших 18 років.
Середній дохід на одне домашнє господарство  становив 33 682 долари США (медіана — 26 736), а середній дохід на одну сім'ю — 40 828 доларів (медіана — 37 984). Медіана доходів становила 32 643 долари для чоловіків та 22 969 доларів для жінок. За межею бідності перебувало 33,0 % осіб, у тому числі 53,3 % дітей у віці до 18 років та 11,8 % осіб у віці 65 років та старших.
Цивільне працевлаштоване населення становило 750 осіб. Основні галузі зайнятості: освіта, охорона здоров'я та соціальна допомога — 36,7 %, виробництво — 17,9 %, будівництво — 10,0 %, роздрібна торгівля — 9,5 %.